# Jacques Rouvier
Jacques Rouvier (Marsiglia, 18 gennaio 1947) è un pianista francese.

## Biografia
Ha studiato al Conservatorio di Parigi con Jean Hubeau, Vlado Perlemuter, Pierre Sancan e più tardi Jean Fassina. Ha vinto due Premiers Prix (primi premi): in pianoforte (1965) e in musica da camera (1967).
Rouvier ebbe notevole successo in concorsi pianistici in gioventù. Ha vinto il Gran premio al Concours des Jeunesses Musicales a Montréal nel 1965. Ha vinto il primo premio sia al Concorso internazionale di musica Viotti di Vercelli e la Competizione musicale di Barcellona nel 1967. Ha poi ottenuto il terzo premio al Concorso Internazionale Marguerite Long-Jacques Thibaud (ex aequo con Vladimir Viardo) a Parigi nel 1971, assicurandosi una carriera internazionale.
Nel 1970 ha fondato un trio di pianoforte con Jean-Jacques Kantorow e Philippe Muller con il quale continua ad esibirsi. La sua registrazione delle opere complete per pianoforte di Maurice Ravel ha vinto il Grand Prix du Disque.

## Pedagogo
Oltre alle sue attività dello spettacolo, Rouvier è un insegnante al Conservatorio di Parigi, dove ha insegnato come professore di ruolo fin dall'età di 28 anni. Suoi ex allievi sono:
| 1980                                                                                        | 1990 | 2000                                                                                   | 2010                                                    |
| ------------------------------------------------------------------------------------------- | --- | -------------------------------------------------------------------------------------- | ------------------------------------------------------- |
| - Hélène Grimaud - Denis Pascal - Claire-Marie Le Guay - Arcadi Volodos - Philippe Giusiano | - Mika Akiyama - Francesco Attesti - Romain Descharmes - Lidija Bizjak - David Kadouch - David Fray - Vahan Mardirossian - Lydie Solomon - Yin Zheng | - Sanja Bizjak - Juliana Steinbach - Mladen Čolić - Stéphan Aubé - Anastasya Terenkova | - Guillaume Vincent - Yury Favorin - Katharina Treutler |